# Jean Calais-Auloy
Jean Calais-Auloy est un juriste français, né le 5 février 1933 à Sète.
Il enseigna à la Faculté de droit de Montpellier de 1970 à 2002. Il est considéré, non seulement en Europe mais encore sur d’autres continents, comme le fondateur d'une nouvelle branche du droit : le droit de la consommation.

## Biographie
Né le 5 février 1933 à Sète,  il fait son service militaire en Algérie. Marié, il est père d'un enfant et grand-père de deux petits enfants. Il est également médaillé de la Légion d'Honneur, de l'Ordre national du Mérite et des Palmes académiques.

### Carrière de juriste
Docteur en droit en 1959, il réussit l'agrégation supérieure de droit privé et après quelques années d'enseignement à Abidjan, il accomplira toute sa carrière à la Faculté de droit de Montpellier entre 1969 et 2002. 
Il a fondé une école de doctrine juridique et une méthodologie (l’École de Montpellier de droit de la consommation), a créé les premiers diplômes supérieurs en la matière, et un Centre de recherches de réputation mondiale grâce aux projets législatifs, recherches et publications, dont l'activité s'est étendue sur près de trois décennies, de la fin du XXe siècle au tout début du XXIe siècle. Son équipe initiale, comptait aussi Henri Temple et Frank Steinmetz qui ont accompagné et prolongé son action, et qui seront plus tard rejoints par Hélène Davo, puis, récemment, Malo Depincé. Son œuvre scientifique a débouché sur de nombreuses innovations législatives, en France et en Europe.
Des universitaires et chercheurs européens ont correspondu et coopéré avec l’École de Montpellier, faisant progresser la nouvelle discipline tant au niveau de l'Union européenne que dans leurs pays respectifs. On peut mentionner parmi la génération des années 70/90 : Geoffrey Woodroffe au Royaume Uni, Norbert Reich et Hans Micklitz en Allemagne, Guido Alpa en Italie, Ewoud Hondius aux Pays Bas, Jules Stuyck en Belgique, Bernd Stauder en Suisse, Mario Frota au Portugal, etc.

## Apports
Parmi les lois qui ont été inspirées ou pré-rédigées par Jean Calais-Auloy et l’École de Montpellier, on compte la loi sur le crédit à la consommation, la loi sur les clauses abusives dans les contrats de consommation, les obligations générales bénéficiant aux consommateurs (obligation de sécurité ; de conformité ; d'information…). 
Il se distingue aussi en matière judiciaire notamment sur l'injonction de faire, la représentation conjointe, la déclaration simplifiée au greffe qui évite les frais d'huissiers.

## Ouvrages
- Droit de la consommation, Précis Dalloz, 2015, avec Henri Temple, 8e éd.2010, 9e éd.2015.
- Propositions pour un nouveau droit de la consommation, Documentation française, 1985
- Propositions pour un code de la consommation, Documentation française, 1990
- Liber amicorum, éditions Dalloz, 2004